# ستيف كاتلر
ستيف كاتلر (بالإنجليزية: Steve Cutler)‏ هو لاعب اتحاد الرغبي أسترالي، ولد في 28 يوليو 1960 في سيدني في أستراليا.

## وصلات خارجية
- ستيف كاتلر عل موقع إسبنسكروم (الإنجليزية)